# (21346) Marieladislav
(21346) Marieladislav est un astéroïde de la ceinture principale.

## Description
(21346) Marieladislav est un astéroïde de la ceinture principale. Il fut découvert le 9 mars 1997 à l'Observatoire d'Ondřejov par Petr Pravec. Il présente une orbite caractérisée par un demi-grand axe de 2,61 UA, une excentricité de 0,15 et une inclinaison de 15,4° par rapport à l'écliptique.

## Compléments